# Evnapij
Evnapij iz Sarda (grško starogrško Εὐνάπιος ὁ Σάρδιος [Eunápios o Sárdios]) je bil poznoantični grški oziroma bizantinski sofist in zgodovinar iz 4. stoletja n. št.. Njegovo glavno ohranjeno delo je Življenja sofistov, zbirka življenjepisov 23 filozofov in sofistov, * okoli 347, Sard, Lidija, Mala Azija, † ni znano.

## Mladost
Rojen je bil v Sardu, kjer je študiral pri svojem sorodniku sofistu Krizantiju. Kot mlad fant je odšel v Atene, kjer je postal najljubši učenec retorika Prohereja. Bil je zavidanja vreden poznavalec medicine.

## Književna dela
Evnapij je avtor dveh književnih del:
- Življenja sofistov (Βίοι σοφιστών [Bíoi sofistón], Vitae sophistarum) in
- Zgodovinske beležke (Υπομνήματα ίστορικά [Ipomnémata historiká]), ki je nadaljevanje Deksipove Zgodovine.

Prvo delo je ohranjeno v celoti, drugo pa samo delno. Večina pomembnih dogodkov od leta 270 do 404 je vključenih v Zosimova dela.
Življenja sofistov je zbirka življenjepisov 23 filozofov in sofistov iz preteklega obdobja in Evnapijevih sodobnikov in je dragocen vir podatkov za zgodovino novoplatonizma tistega obdobja.  Obe deli preveva duh grenke sovražnosti do krščanstva. V Fotijevi »novi izdaji« Zgodovine so odlomki, ki najbolj napadajo krščanstvo, izpuščeni.

## Pozna leta
Zgleda, da je Evnapij v poznih živel v Atenah in poučeval retoriko. Po posvetitvi v  elevzinske misterije je bil sprejet v kolegij elevzinskih svečenikov (evmolpidi) in postal herofant.  Datum in kraj njegove smrti nista znana.